# 21. Sinfonie (Mjaskowski)
Die Sinfonie in fis-Moll op. 51 ist die 21. Sinfonie des Komponisten Nikolai Jakowlewitsch Mjaskowski.

## Entstehungsgeschichte
Für die im Herbst 1940 stattfindenden 4. Tage der sowjetischen Musik plante Mjaskowski eine Sinfonie zu schreiben. Die Arbeiten an dieser 20. Sinfonie unterbrach er nach der Skizzierung aber, um sich einem neuen Werk, der 21. Sinfonie zu widmen, die ein Auftragswerk des Chicago Symphony Orchestra war. Im Mai 1940 waren nach nur fünf Tagen die Entwürfe für diese Sinfonie bereits vollendet. Die 21. Sinfonie war das letzte Werk, das vor dem Einmarsch der deutschen Truppen in Russland entstand.

## Analyse
Die Sinfonie hat nur einen Satz und ist dementsprechend mit einer Aufführungsdauer von nur ca. 18 Minuten eine der kürzesten Sinfonien Mjaskowskis. Trotzdem folgt sie einer komplexen Struktur, in der die einzelnen Themen kunstvoll miteinander verflochten sind. Die Sinfonie hat einen dreiteiligen Rahmen (in etwa A-B-A), wobei der Mittelteil eine eigenständige Sonatenform aufweist. In der langsamen Einleitung wird zunächst ein lyrisches Thema von einer Soloklarinette vorgetragen. Die so entstehende ruhige und friedliche Stimmung wird von dem Einsatz des zweiten, dynamischeren Themas der hohen Streicher unterbrochen. Die Bässe nehmen das erste Thema wieder auf, durch die kontrapunktische Zusammenführung dieser Themen und eines dritten Themas in den hohen Streichern und Holzbläsern wird der Orchesterklang immer voller. Nach den fanfarenartigen Einwürfen der Blechbläser ebbt die Musik wieder ab und kommt fast vollständig zum Erliegen. Es folgt das Allegro in Sonatenform mit zwei gegensätzlichen Themen. Das erste schnelle Thema wird zunächst von den Streichern vorgetragen, die Temposteigerung wird mit dem zweiten Thema aber sofort wieder rückgängig gemacht. Die Überleitung zur Durchführung basiert auf den Themen der Einleitung. Mit einem kurzen Trompetensolo beginnt die umfangreiche Durchführung. Nach der Reprise folgt die Coda, die wieder die Themen der Einleitung verwendet. Streicher und eine Trompete (mit Dämpfer gespielt) beenden das Stück im pianissimo.

## Rezeption und Kritik
Die Uraufführung der 21. Sinfonie bei den Tagen sowjetischer Musik war ein großer Erfolg. Die 20. Sinfonie, die erst später uraufgeführt wurde, fand im Vergleich weniger Beachtung. Für die 21. Sinfonie erhielt Mjaskowski am 15. März 1941 den Stalinpreis erster Klasse, und auch sonst bescherte ihm das Werk viel Anerkennung und mehrere Auszeichnungen. Mit dem Klang des Werkes assoziierten viele Hörer russische Naturbilder und Landidylle, der Musikforscher Igor Fjodorowitsch Belsa sagte über die Sinfonie: „[Eine] Sinfonie, die in ihrer Art nur von einem in der sowjetischen Epoche lebenden Komponisten geschaffen werden konnte.“ Heute zählt die Sinfonie zu den Werken des Komponisten, die in mehreren Einspielungen vorliegen, unter anderem ist sie in der Gesamtaufnahme von Jewgeni Fjodorowitsch Swetlanow zu hören.